# آیرن براون
آیرن براون (انگلیسی: Irene Browne؛ ۲۹ ژوئن ۱۸۹۶ – ۲۴ ژوئیه ۱۹۶۵) یک هنرپیشه اهل بریتانیا بود.

## فیلم‌شناسی
- After Many Days (۱۹۱۹)
- نامه (۱۹۲۹)
- سواران (۱۹۳۳)
- Peg o' My Heart (۱۹۳۳)
- میدان برکلی (۱۹۳۳)
- The Amateur Gentleman (۱۹۳۶)
- My Lips Betray (۱۹۴۸)
- پیگمالیون (۱۹۳۸)
- نخست‌وزیر (۱۹۴۱)
- Kipps (۱۹۴۱)
- Meet Me at Dawn (۱۹۴۷)
- کفش‌های قرمز (۱۹۴۸)
- کوارتت (۱۹۴۸)
- The Bad Lord Byron (۱۹۴۹)
- The House in the Square (۱۹۵۱)
- Barnacle Bill (۱۹۵۷)
- Rooney (۱۹۵۸)
- Serious Charge (۱۹۵۹)
- The Wrong Arm of the Law (۱۹۶۳)